# 西部の顔役
『西部の顔役』（せいぶのかおやく、In Old California）は1942年のアメリカ合衆国の西部劇映画。監督はウィリアム・C・マクガン、出演はジョン・ウェインとビニー・バーンズなど。リパブリック・ピクチャーズ製作。

## ストーリー

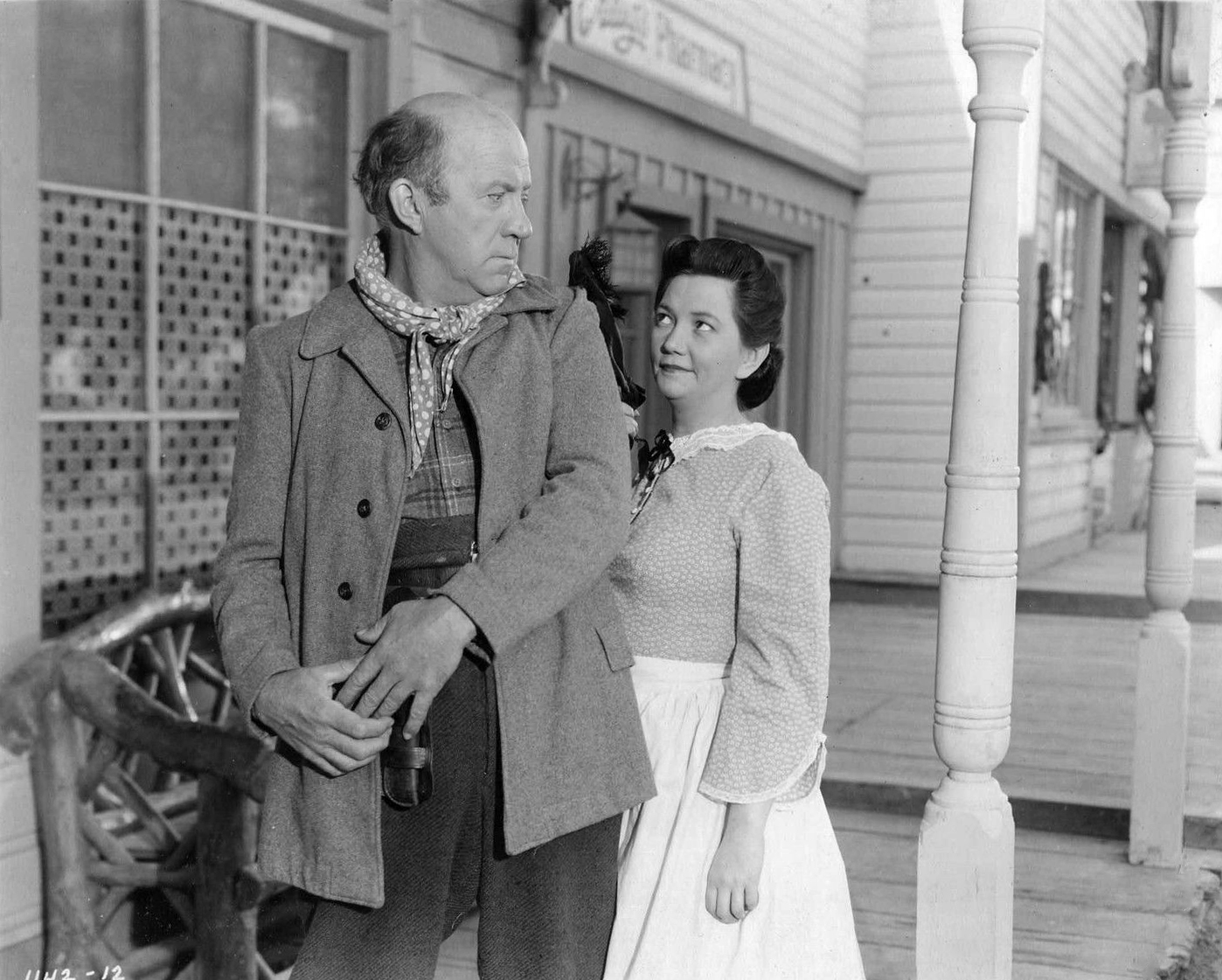
エドガー・ケネディと、 パッツィ・ケリー

ゴールド・ラッシュのころ、トム・クレイグはボストンからサクラメントへ引っ越してきた。その際彼は街のボス・ブリットの婚約者である歌手レイシーと親しくなる。それを知ったブリットはトムが薬局を開くのを妨害しようとするが、レイシーが店を提供したため、共同経営者におさまった。要らぬ争いを避けたいトムはレイシーと距離を置いていたものの、ブリットが牧場へ不当に税を課して私腹を肥やしていたことを知り、暴動たちに犯らを起こすよう持ち掛ける。これに対しブリットはトムの調合する薬に毒を仕込んで彼を陥れようとした。ところが、住民たちがトムをリンチにかけようとした際、金が見つかったというニュースが出回り、人々はトムそっちのけでそちらに行く。ブリットとの婚約を解消したレイシーもそこへ行くが、現地では人々が伝染病に苦しんでいたため、トムに助けを求める。ブリットは現地へ向かう列車から薬品を盗もうとしたが、トムの妨害に遭った上、弟のジョーに殺されてしまう。死の間際、ブリットはトムの無実を告げる。

## キャスト
※括弧内は日本語吹替（初回放送1969年2月3日『サントリー名画劇場』）
- トム・クレイグ: ジョン・ウェイン（糸博）
- レイシー・ミラー: ビニー・バーンズ（英語版）（三木弘子）
- ブリット・ドーソン: アルバート・デッカー（家弓家正）
- エレン・サンフォード: ヘレン・パリッシュ（英語版）（松尾佳子）
- ヘルガ: パッツィ・ケリー（英語版）（瀬能礼子）
- ケグス・マッキーバー: エドガー・ケネディ（英語版）（及川広夫）
- ジョー・ドーソン: ディック・パーセル（英語版）
- カーリン氏: ハリー・シャノン（英語版）